# 霍普島
68°50′S 77°43′E / 68.833°S 77.717°E
霍普島，是南極洲的島嶼，位於伊利沙伯女皇地，處於菲拉島西南面2公里，屬於勞爾群島的一部分，長6公里，根據挪威探險隊拍攝的空中照片繪入地圖，現時由南極條約體系管理。